# Catasetum linguiferum
Catasetum linguiferum är en orkidéart som beskrevs av Rudolf Schlechter. Catasetum linguiferum ingår i släktet Catasetum och familjen orkidéer. Inga underarter finns listade i Catalogue of Life.